# Горобець іржастий
Горобець іржастий (Passer eminibey) — вид горобцеподібних птахів родини горобцевих (Passeridae).

## Назва
Вид названий на честь турецького натураліста Мехмеда Емін-Паші (1840—1892), який зібрав типові зразки птаха на території сучасного Південного Судану чи Уганди.

## Поширення
Вид поширений в Східній Африці від Чаду на схід до Ефіопії та на південь до Танзанії. Трапляється здебільшого в сухій савані, на полях і у селах, іноді зустрічається на болотах серед заростів папірусу.